# شاپور زرنگار
 شاهپور (شاپور)زرنگار، پیشکسوت و قایم مقام پیشین فدراسیون شمشیربازی در بامداد ۲۱ شهریور ۱۴۰۱ (۱۲ سپتامبر ۲۰۲۲) درگذشت.
شاهپور زرنگار متولد سال 1308 در شهر کرمانشاه و افسر بازنشسته نيروي انتظامي ، عضو سابق هيئت علمي دانشگاه پلیس ایران و عضو پيشين و سپس مربي و سرمربي تيم‌هاي ملي شمشيربازي ايران در سال‌های دهه¬های پنجاه و شصت شمسی( هفتاد و هشتاد میلادی) بود. شاهپور زرنگار در سال 1337 به جرگه علاقمندان و ورزشکاران اين رشته پيوست. شاهپور زرنگار در سال 1338 اولين هيئت شمشيربازي استاني را در کرمانشاه تأسيس کرد. او در المپيک 1964 توکيو يکي از 4 شمشيرباز اعزامي بود. پس از آن در مسابقات جهاني سال 1966 شمشيربازي در مسکو نيز در تيم ملي عضويت داشت. تقريباً پس از اين مسابقات بود که شاهپور زرنگار در کسوت مربي‌گري قرار گرفت. وی در سال 1346 براي تکميل دانش حرفه‌اي و تحصيل در رشته شمشيربازي به همراه یک مربی ملی دیگر(شادروان بیژن زرنگار) موفق به اخذ بورس تحصيلي و ادامه تحصيل و دريافت مدرک فوق ليسانس در اين رشته ورزشي در کشور فرانسه شد و در موسسه ملي ورزش فرانسه در شهر پاريس به تحصيل اشتغال يافت. این دو شمشیرباز در سال بعد از میان 31 دانشجوی فرانسوي و 13 دانشجوی غيرفرانسوي هم دوره حايز بالاترين رتبه‌هاي تحصيلي شدند و پس از پايان اين دوره موسسه آموزشی مذکور از آنان تقدير ويژه‌اي به عمل آورد و از ميزان استعداد و انضباط آنان به عنوان پديده‌اي استثنايي و مثال زدني براي تمام دوران فعاليت خود ياد کرد. شاهپور زرنگار پس از بازگشت با همراهی سه تن از مربيان ایرانی و اهل روسيه تيم‌هاي ملي شمشیربازی را تحت تعليم و تمرين‌هاي جدي و مفصل قرار داد. در مدت شش سال تا بازي‌هاي آسيايي 1974 تهران مسابقات تدارکاتي بسياري در داخل و خارج از ايران ترتيب داده شد. حاصل اين فعاليت‌ها صدرنشيني شمشيربازي ايران در قاَرِه آسيا بود. اين موفقيت در شرايطي حاصل شد که ايران در اين دوره با حريفان قدرتمندي نظير چين و ژاپن مواجه شد. مدال‌هاي کسب شده در هر سه رشته شمشیربازی رده‌بندي کلي ورزش ايران را ارتقا بخشيد؛ آن چنان که رتبه ورزش ایران پس از کشور ژاپن و در جايگاهي بالاتر از کشور چين قرار گرفت. قائم مقامي رئيس فدراسيون شمشيربازي جمهوري اسلامي و دبيري و مسئوليت کميته آموزش فدراسيون در سال‌هاي دهه¬های هفتاد و هشتاد نيز در شمار آخرين سمت‌هاي رسمي وي در فدراسيون بود. انتشار دو نوبت کتاب راهنمای عملی مربیان شمشیربازی رشته فلوره از جمله فعالیت¬های شاهپور زرنگار در سال‌های اخیر بود.

منبع:
https://irfnc.ir/2022/09/12/%D8%B4%D8%A7%D9%BE%D9%88%D8%B1-%D8%B2%D8%B1%D9%86%DA%AF%D8%A7%D8%B1%D8%8C-%D9%BE%DB%8C%D8%B4%DA%A9%D8%B3%D9%88%D8%AA-%D9%88-%D8%A7%D8%B2-%D8%A8%D9%86%DB%8C%D8%A7%D9%86%DA%AF%D8%B0%D8%A7%D8%B1%D8%A7/